# Ольри, Рене
Ренѐ Ольрѝ (фр. René Olry; 28 июня 1880, Лилль — 3 января 1944, Ангулем) — французский военный деятель, армейский генерал (1940). Командующий Альпийской армией.

## Биография
Родился в семье горного инженера Альбера Шарля Николя Ольри (1847—1913) 28 июня 1880 года в Лилле.
Он, как когда-то и его отец, поступил в Политехническую школу, которую окончил в 1900 году, после чего ушел в армию. Выбрав артиллерию, он начал свою карьеру в 1902 году в звании второго лейтенанта в составе 21-го артиллерийского полка, расквартированном в Ангулеме. Год спустя он прошел курс обучения в Школе артиллерийского и инженерного искусства в Фонтенбло. В 1904 году он вернулся в Ангулем и 10 октября был произведен в лейтенанты. В 1912 году он был переведен в 25-й артиллерийский полк в Шалон-сюр-Марн, где был командиром 75-й орудийной батареи, затем был произведен в капитаны.

### Первая мировая война
Он встретил войну командиром 9-й батареи 25-й артиллерийского полка, который был в составе армии генерала Рюффе. В составе этого полка он участвовал в битве на Марне, а после и при Вердене. Во время боев был награждён крестом Ордена почетного легиона. В начале 1917 года был переведен в штабе группы армий «Центр» под командованием Филиппа Петена, а после, в том же году, воевал в составе французского экспедиционного корпуса в Италии, где принял участие в битве на реке Пьяве, а в феврале 1918 года принял командование 3-й группой 283-го тяжелого артиллерийского полка. Его группа, состоящая из двух батарей 220-мм скорострельных мортир, сражалась в районе Компьеня и Нуайона. В июне, во время битвы при Маце, его группа едва избежала окружения. За это он вскоре получил благодарность от французского командования. В июле он перешел в штаб резервной армейской группы, где и закончил войну.

### Межвоенный период
По окончании Первой мировой войны он был направлен в генеральную артиллерийскую инспекцию в Париже, а затем в течение двух лет учился в Высшей военной школе. В 1922 году он был направлен в секретариат Высшего совета национальной обороны с назначением членом французской военной миссии в Греции.
В 1925 году был произведен в подполковники, а в июне 1928 года — полковники, став командиром 309-го артиллерийского полка в Страсбурге. В 1931 году он был прикомандирован к Высшему центру военных исследований, а в августе — к штабу Высшего военного совета.
Назначенный 16 апреля 1932 года бригадным генералом, 10 мая 1935 года принял командование 29-й пехотной дивизией и укрепленным сектором Альп-Маритим в Ницце. Повышенный в звании до дивизионного генерала 17 сентября 1935 года, а 1 июня 1936 года — до корпусного, он был назначен командиром 15-м военный округом в Марселе в 1937 году.

### Вторая мировая война
В 1939 году, когда началась война, генерал Ольри возглавил 15-й армейский корпус в Южных Альпах. 5 декабря 1939 года ему было поручено командование 6-й армией. 10 февраля 1940 года был произведен в армейские генералы.
Со своего командного пункта в Валансе он эффективно командовал армией, которая была сокращена зимой 1939—1940 годов, для усиления северо-восточного фронта. К весне в его распоряжении оставались только три дивизии, сформированные при мобилизации из резервистов, и три укрепленных сектора Савойи, Дофине и Альп-Маритим, в общей сложности 175 000 человек, 85 000 из которых обороняли границу.
После вступления Италии в войну, генералу Ольри удалось сдержать итальянское наступление, при этом неся небольшие потери.
После перемирия он сначала был назначен генеральным инспектором, а затем — командиром 1-й группы дивизий армии перемирия, состоящей из 7-й, 14-й, 15-й и 16-й дивизий.
В июне 1942 года ушел в отставку. Умер в Ангулеме 3 января 1944 года.